# Языки Донецкой области

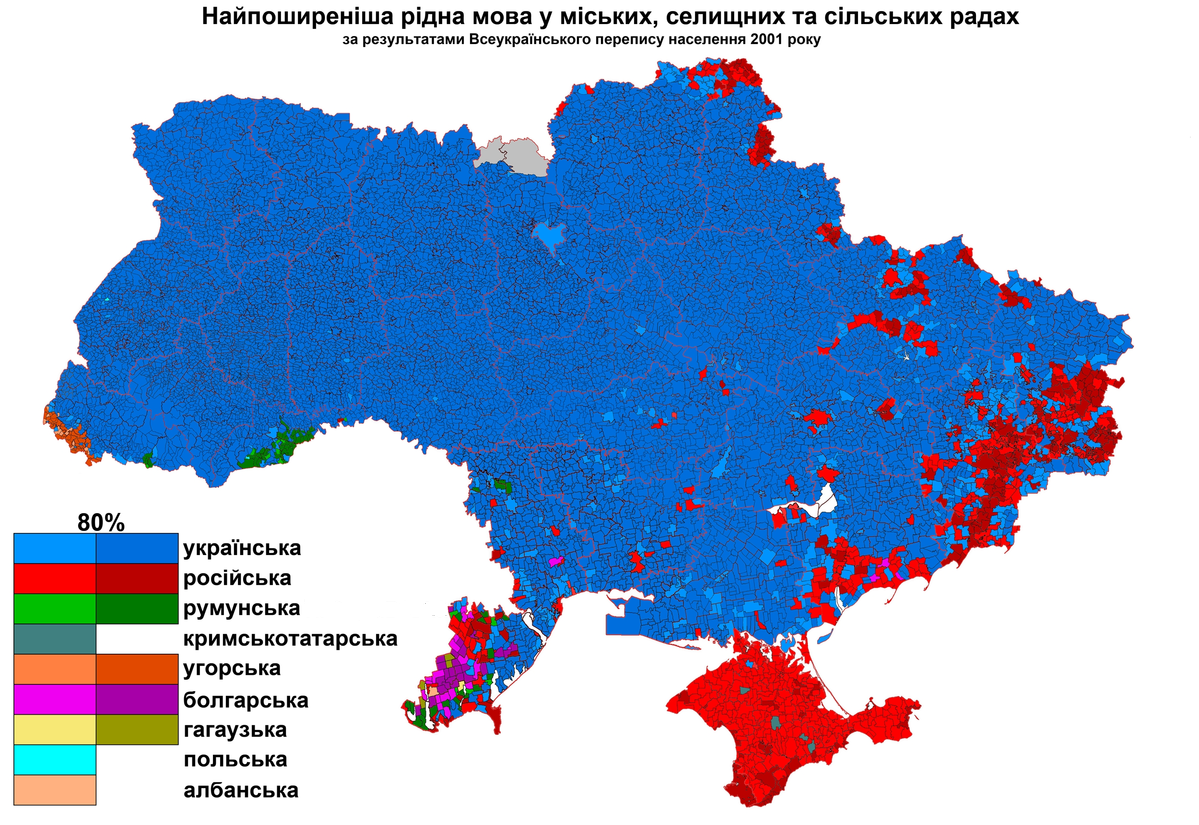
Языковая карта Донецкой области характеризуется преобладанием русскоязычия: по переписи 2001 года, полоса сплошного русскоязычия занимает наиболее урбанизированную и густонаселённую центральную часть области. Во многих регионах области отмечается языковая чересполосица: различные по размеру полосы с преобладанием русского языка чередуются с полосами преобладания украинского

Согласно действующему законодательству Украины, единственным официальным языком на всей территории Донецкой области является украинский язык. Во время последней на данный момент переписи населения Украины в 2001 году его родным назвали 24,1 % населения региона, в то время как русский — 74,9 %. После принятия закона «Об основах государственной языковой политики» в июле 2012 года русский язык получил на территории Донецкой области статус регионального языка. 28 февраля 2018 года закон признан неконституционным и утратил силу.
С 2014 года, в ходе российско-украинской войны, находящаяся под российской оккупацией часть Донецкой области подвергается русификации.

## Общая терминология

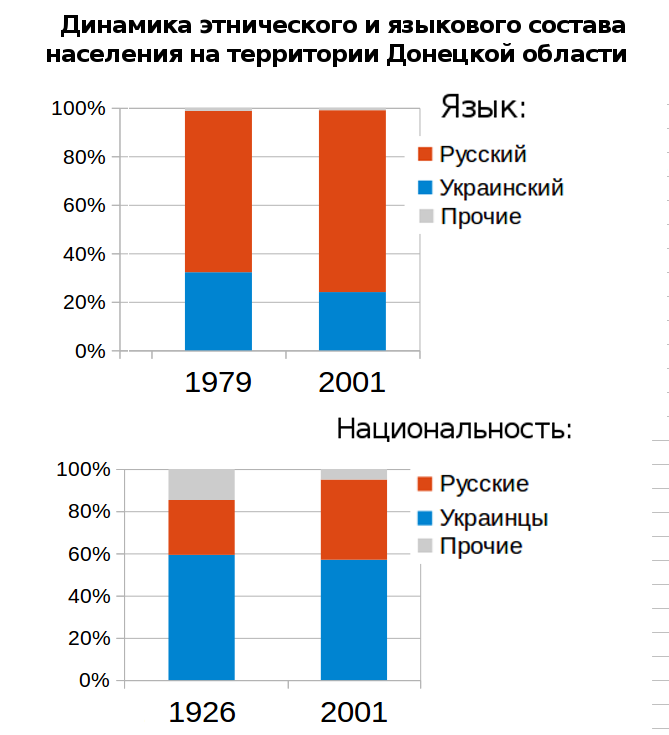
Динамика этноязыкового состава населения территории Донецкой области отражает несовпадение национальности и языка, а также их противоположное развитие в годы независимости Украины

Донецкая область характеризуется повышенной концентрацией русскоязычного населения, которое в целом преобладает на её территории (74,9 % против 29,6 % по Украине в целом по переписи 2001 года). По доле лиц, считающих русский язык родным, область занимала третье место на Украине после Севастопольского горсовета (90,6 %) и АР Крым (77,0 %), опережая при этом Луганскую область (68,8 %). Особенностью этноязыковой динамики Донецкой области (как и соседней Луганской) является несовпадение этнических и языковых тенденций в период после распада СССР: несмотря на сокращение доли жителей области, считающих себя этническими русскими, происходил рост доли считающих русский язык родным при сокращении доли русскоязычных по Украине в целом. При этом несовершенный механизм учёта всех нюансов этноязыковой картины населения Украины, Госкомстат, в ходе переписей населения не оперирует такими понятиями, как язык домашнего обихода, рабочий язык, не учитывает два или более этнических происхождения переписываемых, два или более родных языка, два или более языка домашнего обихода и т. д. (как это делается, например, в Молдавии или Канаде).

## История

### Данные переписей населения

Языковые группы Российской империи по переписи 1897 года (уезды и города с преобладанием украиноязычного населения жёлтым)

По данным переписи населения Российской империи 1897 года, административные единицы, территории которых полностью или в значительной степени сегодня являются частью Донецкой области, характеризовались преобладанием украинского языка:
- Изюмский уезд — украинский язык — 86,18 %, русский язык — 12,02 %, немецкий язык — 1,47 %
  - сельская местность Изюмского уезда — украинский язык — 87,36 %, русский язык — 10,87 %, немецкий язык — 1,61 %
  - г. Славянск — украинский язык — 73,94 %, русский язык — 23,22 %
- Таганрогский округ — украинский язык — 61,70 %, русский язык — 31,72 %, немецкий язык — 4,58 %
  - сельская местность Таганрогского округа — украинский язык — 69,18 %, русский язык — 24,93 %, немецкий язык — 5,12 %
- Бахмутский уезд — украинский язык — 58,20 %, русский язык — 31,19 %, немецкий язык — 3,80 %, идиш — 2,84 %, румынский язык — 1,92 %
  - сельская местность Бахмутского уезда — украинский язык — 57,98 %, русский язык — 31,95 %, немецкий язык — 4,00 %, румынский язык — 2,03 %, идиш — 1,99 %
  - г. Бахмут — украинский язык — 61,75 %, русский язык — 18,94 %, идиш — 16,69 %
- Мариупольский уезд — украинский язык — 46,13 %, греческий язык — 19,01 %, русский язык — 14,05 %, немецкий язык — 7,52 %, татарский язык — 6,09 %, идиш — 4,05 %, турецкий язык — 2,09 %
  - сельская местность Мариупольского уезда — украинский язык — 51,17 %, греческий язык — 20,95 %, немецкий язык — 8,46 %, русский язык — 7,19 %, татарский язык — 6,84 %, идиш — 2,50 %, турецкий язык — 1,97 %
  - г. Мариуполь — русский язык — 63,22 %, идиш — 15,14 %, украинский язык — 10,04 %, греческий язык — 5,11 %, турецкий язык — 2,96 %

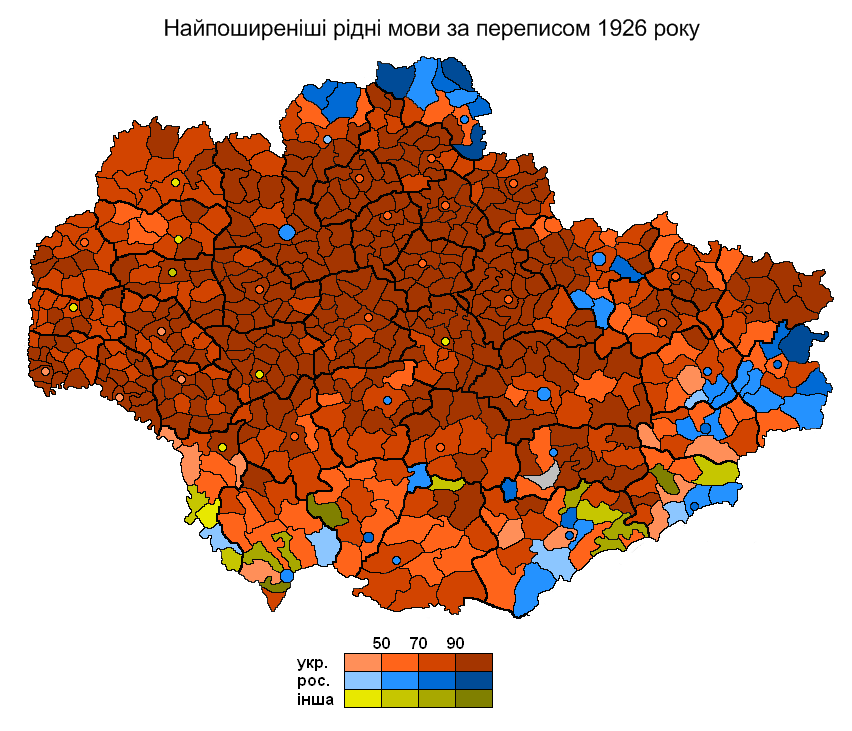
Самый распространённый родной язык в районах Украинской ССР по данным переписи 1926 года

Всесоюзная перепись населения 1926 года показала различие между долей этнических украинцев и украиноязычных в тогдашних административных единицах, занимавших бо́льшую часть территорий современной Донецкой области:
- Артёмовский округ (766 668 человек):
  - украинцы — 72,5 %, русские — 19,9 %
  - украинский язык — 60,1 %, русский язык — 34,0 %
- Сталинский округ (654 062 человек):
  - украинцы — 53,3 %, русские — 34,2 %
  - украинский язык — 43,7 %, русский язык — 46,3 %
- Мариупольский округ (415 540 человек):
  - украинцы — 54,7 %, русские — 18,5 %
  - украинский язык — 43,8 %, русский язык — 34,4 %

Вследствие проводимой во времена СССР русификации Украины доля украиноязычных в населении Донецкой области резко уменьшалась, а доля русскоязычных — возрастала. Родной язык населения Донецкой области по результатам переписей населения советских времён, %
|            | 1959 | 1970 | 1979 | 1989 |
| ---------- | ---- | ---- | ---- | ---- |
| Украинский | 44,4 | 37,9 | 32,2 | 30,6 |
| Русский    | 54,1 | 60,6 | 66,5 | 67,7 |
| Другие     | 1,5  | 1,5  | 1,3  | 1,7  |

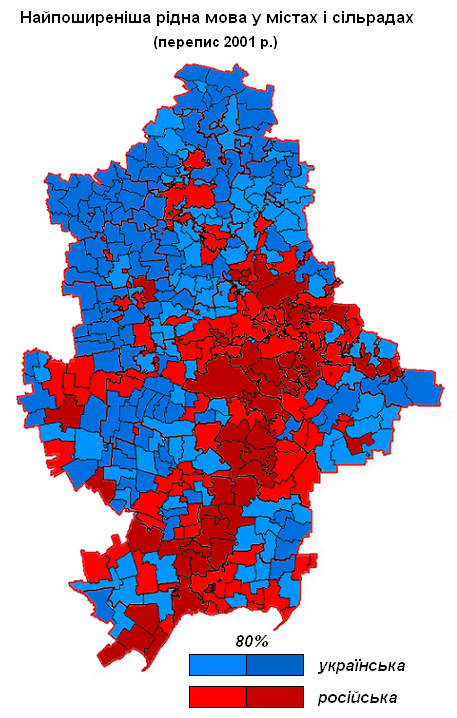
Преобладающий родной язык в муниципалитетах Донецкой области по переписи 2001 года

Родным языком назвали жители Донецкой области в 2001 году:
- русский язык — 3 615 461 (74,92 %)
- украинский язык — 1 163 085 (24,10 %)
- армянский язык — 6287 (0,13 %)
- белорусский язык — 4842 (0,10 %)
- греческий язык — 4209 (0,09 %)
- цыганский язык — 2004 (0,04 %)
- молдавский язык — 1169 (0,02 %)
- болгарский язык — 370 (0,01 %)
- немецкий язык — 224
- польский язык — 197
- идиш (еврейский язык) — 140
- венгерский язык — 138
- гагаузский язык — 96
- румынский язык — 59
- словацкий язык — 12
- крымскотатарский язык — 2
- караимский язык — 2
- другие языки — 18 493 (0,38 %)
- не указали язык — 8 773 (0,18 %)

Родной язык населения в районах, городах и горсоветах Донецкой области по данным переписи 2001 года:
|                            | Украинский | Русский |
| -------------------------- | ---------- | ------- |
| Донецкая область           | 24,1       | 74,9    |
| Донецк (горсовет)          | 11,1       | 87,8    |
| г. Авдеевка                | 12,5       | 87,2    |
| Бахмут (горсовет)          | 35,2       | 63,6    |
| г. Угледар                 | 28,2       | 70,8    |
| Горловка (горсовет)        | 15,2       | 83,9    |
| Дебальцево (горсовет)      | 21,5       | 77,3    |
| Торецк (горсовет)          | 21,3       | 78,2    |
| Мирноград (горсовет)       | 25,9       | 71,9    |
| Доброполье (горсовет)      | 39,3       | 60,2    |
| Докучаевск (горсовет)      | 28,0       | 71,5    |
| Дружковка (горсовет)       | 35,0       | 63,8    |
| Енакиево (горсовет)        | 13,6       | 85,7    |
| Ждановка (горсовет)        | 11,7       | 87,4    |
| Мариуполь (горсовет)       | 9,9        | 89,5    |
| г. Хрестовка               | 16,9       | 82,4    |
| г. Константиновка          | 21,0       | 78,1    |
| Краматорск (горсовет)      | 35,6       | 63,3    |
| Покровск (горсовет)        | 37,1       | 62,2    |
| Лиман (горсовет)           | 70,4       | 29,1    |
| Макеевка (горсовет)        | 12,4       | 86,6    |
| г. Новогродовка            | 29,8       | 69,2    |
| Селидово (горсовет)        | 26,0       | 73,0    |
| Славянск (горсовет)        | 43,8       | 54,6    |
| Снежное (горсовет)         | 15,3       | 83,6    |
| Чистяково (горсовет)       | 15,7       | 83,4    |
| Харцызск (горсовет)        | 16,1       | 83,0    |
| Шахтёрск (горсовет)        | 22,5       | 76,3    |
| г. Ясиноватая              | 27,2       | 72,4    |
| Александровский район      | 89,5       | 10,0    |
| Амвросиевский район        | 43,5       | 55,8    |
| Бахмутский район           | 72,2       | 26,2    |
| Великоновосёлковский район | 50,3       | 47,4    |
| Волновахский район         | 58,5       | 40,4    |
| Никольский район           | 31,1       | 67,4    |
| Добропольский район        | 88,6       | 10,9    |
| Константиновский район     | 69,8       | 29,4    |
| Покровский район           | 74,1       | 25,5    |
| Лиманский район            | 82,2       | 17,0    |
| Марьинский район           | 56,5       | 43,0    |
| Новоазовский район         | 40,2       | 59,3    |
| Мангушский район           | 22,4       | 76,6    |
| Славянский район           | 83,2       | 15,6    |
| Старобешевский район       | 17,1       | 81,8    |
| Бойковский район           | 39,9       | 57,2    |
| Шахтёрский район           | 53,4       | 46,3    |
| Ясиноватский район         | 41,0       | 58,2    |

### Употребление языков в советское время
| - Доля учащихся в школах с украинским языком обучения в 1991/92 учебном году. - Отношение доли учащихся в школах с украинским языком обучения в 1991/92 учебном году к доле населения, назвавшего родным украинский язык во время переписи 1989 года. |

После периода украинизации Донбасса 1930-х наступил период русификации, когда в условиях формально языкового равноправия в системе образования русскому языку отдавалось большее предпочтение в силу его большей востребованности и распространённости, хотя спрос на украиноязычное образование также поддерживался, особенно в сельской местности. При этом в сельских районах области соотношение школ с преподаванием на русском и украинском было примерно равным. Впрочем, учитывая то, что к концу 80-х годов селяне в Донецкой области составляли лишь 10 % населения, налицо было диспропорциональное преобладание русского языка в системе образования (по переписи 1989 года русский язык называли родным 67,7 % жителей области, однако, образование на нём в 1991 году получали 96,7 % школьников). И, наоборот, при доле считавших родным украинский язык около 30 % (1989 год, перепись) образование на украинском получали лишь 3,3 % учеников 1991 года. Формально, язык образования на Украине определяют родители.

### Тенденции 1990-x и 2000-x годов
По переписи 2001 года, русский язык посчитали родным 74,9 % населения области. По сравнению с предыдущей переписью населения 1989 года этот показатель возрос на 7,2 процентного пункта. Несмотря на политику украинизации, которая продолжалась вплоть до приятия закона о региональных языках в июле 2012 года, доля тех, кто считал украинский язык родным за межпереписной период сократилась с 30,6 % до 24,1 % населения, несмотря на рост доли людей, назвавших себя этническими украинцами с 50,6 % до 56,3 %. Среди представителей этой этнической группы украинский язык назвали родным свыше половины их числа. Удельный вес других языков, указанных как родныe, за период между переписями сократился с 1,7 % до 1,0 %. Последнее в первую очередь связано с долговременной тенденцией постепенного перехода приазовских греков на русский язык.

### Динамика соотношения языков преподавания в школах Донецкой области
| Язык преподавания, % числа учеников | 1991 | 1992 | 1993 | 1994 | 1995 | 1996 | 1997 | 1998 | 2004 | 2005 | 2006 | 2007 | 2011 | 2012 | 2013 |
| Русский                             | 96,7 | 96,1 | 95,1 | 94,6 | 94,0 | 93,0 | 91,0 | 90,0 | 74,5 | 73,4 | 70,5 | 67,0 | 53,4 | 51,7 | 50,2 |
| Украинский                          | 3,3  | 3,9  | 4,9  | 5,4  | 6,0  | 7,0  | 9,0  | 10,0 | 24,4 | 25,5 | 29,5 | 33,0 | 46,6 | 48,3 | 49,8 |

### Во время российско-украинской войны (с 2014)
С 2014 года, в ходе российско-украинской войны, находящаяся под российской оккупацией часть Донецкой области подвергается русификации.
В сентябре 2015 года двумя российскими гуманитарными конвоями в подконтрольную России ДНР завезли учебники под программы, унифицированные с российскими. В 2016-м перед началом учебного года министр образования ДНР Лариса Полякова сообщила о закрытии всех украинских классов в связи с «отсутствием желающих». С тех пор обучение во всех школах происходило на русском языке по отпечатанным в России учебникам и по российским учебным программам.
С 2017 года украинский язык исключён из списка обязательных предметов программы государственной итоговой аттестации (ГИА) школьников. В том же году власти ДНР заявили о полном переходе всех образовательных учреждений с украинского на русский язык обучения. Также в ДНР украинский язык практически не использовался в делопроизводстве органов власти.
2 декабря 2019 года на фоне Нормандского саммита Денис Пушилин предложил отменить украинский язык как государственный, 6 марта решение было единогласно поддержано местным народным советом.
30 сентября 2022 года Россия объявила об аннексии ранее оккупированных ей территорий Украины, включая подконтрольную ей часть Донецкой области. На упомянутых территориях проводится политика русификации: украинские учебники оказались под запретом, в школах уроки ведутся только на русском языке, в то время как желающие получать образование на украинском вынуждены делать это втайне от оккупационных властей.
16 февраля 2023 года решением Донецкой областной государственной администрации в Донецкой области утверждена «Программа содействия функционированию украинского языка как государственного во всех сферах общественной жизни на территории Донецкой области на 2023—2026 годы», главной целью которой является усиление позиций украинского языка в регионе.

## Территориальное распределение
Лица, считающие родным тот или иной язык, распределены по территории области неравномерно. Так, в городах Донецк и Мариуполь русский язык назвали родным порядка 85-90 % населения. В то же время более 80 % жителей Александровского (89,5 %), Добропольского (88,6 %), Славянского (83,2 %) и Лиманского (82,2 %) районов назвали родным украинский язык.

### Донецк
В системе общего среднего образования подавляющее большинство учеников в самом Донецке продолжало учиться на русском языке, хотя эта доля быстро сокращалась за счёт увеличения украинских школ, особенно после 2004 года. К 2008 году на украинском учёба велась уже в 34 школах города, где учились 21 % школьников. В мае 2008 года возобновился спор вокруг постепенного увеличения украиноязычных классов. 20 мая Донецкий горсовет принял решение ограничить учёбу на украинском языке в учебных заведениях. Как следствие, было запрещено увеличивать количество украиноязычных школ и классов, детсадов и детских групп. За такое решение проголосовали 55 из 58 депутатов. Однако донецкий городской голова Александр Лукьянченко приостановил действие этого решения сессии горсовета.

## Опросы и исследования
По данным исследований, проведённых социологической службой Центра Разумкова в 2006—2007 годах, 9,9 % респондентов из Донецкой области считали своим родным языком только украинский, 65,4 % — только русский, одновременно украинский и русский языки — 23,3 %. 1,7 % опрошенных считали, что украинский язык должен быть единственным официальным на всей территории Украины, в то время как 70,5 % придерживались мнения, что русскому должен быть предоставлен статус второго государственного языка. В результатах исследований не упоминается доля респондентов из Донецкой области, считавших, что украинский язык должен быть единственным государственным, а русский — вторым официальным в некоторых регионах страны.
По данным исследования Киевского международного института социологии, проведённого 8—16 апреля 2014 года, 33,4 % респондентов из Донецкой области не согласились с утверждением о том, что «Россия справедливо защищает интересы русскоязычных граждан на юго-востоке», 47,0 % — согласились. С утверждением о том, что «в Украине ущемляются права русскоязычного населения», не согласились 57,2 % опрошенных, согласились — 39,9 %. С утверждением о том, что в Донецкой области ущемляются права украиноязычного населения, не согласились 93,1 % респондентов, 5,4 % — согласились.
По данным исследования, проведённого социологической службой Центра Разумкова с 11 по 23 декабря 2015 года, 14 % респондентов из свободной от российской оккупации части Донецкой области считали своим родным языком только украинский, 45 % — только русский, одновременно украинский и русский языки — 33 %. 16 % опрошенных считали, что украинский язык должен быть единственным официальным на всей территории Украины. 42 % считали, что украинский язык должен быть единственным государственным, а русский — вторым официальным в некоторых регионах страны. 36 % придерживались мнения, что русскому должен быть предоставлен статус второго государственного языка. 54 % респондентов из свободной от российской оккупации части Донецкой области согласились с утверждением, что каждый гражданин Украины, независимо от его этнического происхождения, должен владеть украинским языком в объёме, достаточном для повседневного общения, знать основы украинской истории и культуры, 36 % — не согласились.
По данным опроса, проведённого Социологической группой «Рейтинг» с 16 ноября по 10 декабря 2018 года в рамках проекта «Портрети Регіонів», 31 % жителей свободной на тот момент от российской оккупации части Донецкой области считали, что украинский язык должен быть единственным государственным языком на всей территории Украины. 30 % считали, что украинский язык должен быть единственным государственным языком, а русский — вторым официальным в некоторых регионах страны. 37 % считали, что русский должен стать вторым государственным языком страны. 2 % затруднились с ответом.
По данным исследования Центра контент-анализа, проведённого в период с 15 августа по 15 сентября 2024 года, темой которого стало соотношение украинского и русского языков в украинском сегменте социальных сетей, в Донецкой области (в том числе и на оккупированной Россией её части) на украинском языке писалось 8,5 % сообщений (в 2023 году — 6,4 %, в 2022 году — 5,1 %, в 2020 году — 2,8 %), на русском — 91,5 % (в 2023 году — 93,6 %, в 2022 году — 94,9 %, в 2020 году — 97,2 %).